# ザ・パーマネンツ
ザ・パーマネンツ（The PERMANENTS）は日本のロックバンドである。
1997年結成。

## メンバー
- 田光マコト（ボーカル・ギター）
- カヨ（サックス・フルート・ボーカル）
- 佐々木"TOM"孝浩（ベース）
- 宮田トモユキ（ドラム）
- 川鍋眞一（ドラム：現在休業中）
- 松原"マツキチ"寛（ドラム：The FUNKY PERMANENTS時）

## プロフィール
1998年マキシシングル「センチメンタルで行こう!」( NECインターチャネル ) をリリース後、翌年インディーズ・レーベル「YOUNG RECORDS」を設立。 70's〜80'sの歌謡ロックをルーツにソウル、ジャズ、ラテンをはじめ様々な要素を取り入れたサウンドが特徴。
また"The FUNKY PERMANENTS"と銘打ってインスト・ジャムバンドとして、演歌歌手"北岡ひろし"のバックバンドとして、シンガーソングライターの石田洋介を加え"The STONE PERMANENTS"としてなど、そのスタイルも変幻自在に活動している。
GRAPEVINEの田中和将と高野勲のデュオ、Permanentsとは別物である。

## ディスコグラフィー

### アルバム
1. 涙のミラーボール（1999年4月21日）
2. モナムール69（2000年12月15日）ミニアルバム
3. ゴールデン・ヒット・パレード（2002年7月25日）ミニアルバム
4. トーキョー・ダンディズム（2003年9月10日）
5. ヤンレコ・トライアングル（2005年4月27日）企画アルバム
6. ロック・ザ・ミュージック（2006年7月12日）
7. BEST OF The PERMANENTS（2007年10月31日）ベストアルバム
8. ザ・ファンキー・パーマネンツ登場！（2009年6月30日）インストアルバム（The FUNKY PERMANENTS 名義）
9. 酒人〜SAKEJIN（2017年10月14日）

### シングル
1. センチメンタルで行こう！（1998年8月1日）
2. 愛のマッスル（2002年2月28日）
3. 黄色い太陽（2002年7月10日）アナログシングル
4. 月光（2013年8月25日）
5. きたのまち（2018年4月21日）マキシシングル（The STONE PERMANENTS 名義）
6. Save The Cats（2021年8月8日）配信シングル

### 参加作品
1. One Step Beyond（1998年6月21日）廃盤
2. ヤングロック名盤 Vol.1（1999年8月25日）
3. ヤングロック名盤 Vol.2（2002年2月22日）
4. MEET THE ROCK SHOW（2004年8月24日）
5. G-POP（2004年12月24日）
6. A40 ギラギラ太陽の歌（2015年7月8日）

## タイアップ一覧
| 起用年           | 曲名                     | タイアップ                                                                |
| ---------------- | ------------------------ | ------------------------------------------------------------------------- |
| ザ・パーマネンツ |                          |                                                                           |
| 1998年           | センチメンタルで行こう！ | NECインターチャネル社ゲーム「センチメンタルグラフティ」プレイヤーズ応援歌 |
| 2002年           | 愛のマッスル             | テレビ東京系アニメ『キン肉マンII世』エンディングテーマ（第1話 - 第26話）  |